# Phoma heteromorphospora
Phoma heteromorphospora är en lavart som beskrevs av Aa & Kesteren 1980. Phoma heteromorphospora ingår i släktet Phoma, ordningen Pleosporales, klassen Dothideomycetes, divisionen sporsäcksvampar och riket svampar.   Inga underarter finns listade i Catalogue of Life.